# Antonio Granger
Carl Antonio Granger (ur. 6 czerwca 1976 w Detroit) – amerykański koszykarz, występujący na pozycjach rzucającego obrońcy lub niskiego skrzydłowego.

## Historia
Jego pierwsza styczność z zawodową koszykówką miała miejsce we Włoszech, kiedy latem 1998 roku podpisał kontrakt z Basket Pistoia., mając zastąpić kontuzjowanego Travisa Maya. Szybko jednak odszedł do Rimini, gdzie udało mu się nawet wystąpić w Pucharze Saporty. Dwa lata później wylądował w Bielli, awansując z nimi do I ligi włoskiej - Lega Basket A, co było historycznym wydarzeniem dla tego klubu. Z średnią 25,6 pkt. na mecz został najlepszym strzelecem rozgrywek.
Rok później Granger wyjechał do Hiszpanii, podpisując kontrakt z klubem z Sewilli - Cają San Fernando.
Grając w tym klubie wziął udział w Meczu Gwiazd Ligi, podobnie jak rok wcześniej w II lidze włoskiej. W Hiszpanii nie zagrał jednak do końca sezonu, wrajając na Półwysep Apeniński. 25 kwietnia podpisał kontrakt z Virtusem Bolonia. Pucharu Włoch jednak nie wygrał (to ostatnie trofeum klubu przed tym zanim się rozpadł), gdyż te rozgrywki rozegrano w lutym.
Z Włoch wyjechał do Turcji, gdzie przez dwa lata występował w barwach Efesu Pilsen Stambuł. Dwukrotnie zdobył mistrzostwo kraju, został też najlepszym rzucającym za trzy punkty zawodnikiem ligi. W Eurolidze jednak nie szło mu tak dobrze - Efes dwukrotnie nie awansował do Final Four rozgrywek, zajmując w grupie drugie miejsce.
Granger, chcąc zaistnieć na arenie międzynarodowej, odszedł do CSKA Moskwa. Tam udało mu się zdobyć mistrzostwo i puchar Rosji, ale w Eurolidze przegrał w półfinale z TAU Ceramica Vitoria, mimo że Final Four było rozgrywane w Moskwie. Na osłodę pozostał mu tytuł najlepszego strzelca za trzy punkty.
Po rocznym pobycie w stolicy Rosji wrócił do Stambułu. Tam przez dwa lata zdobył dwukrotnie puchar Turcji.
Latem 2007 podpisał umowę z hiszpańską Gironą, ale z powodu problemów z kolanem nie zagrał tam ani razu. Obecnie pozostaje bez klubu.

## Osiągnięcia
NCAA
- Uczestnik turnieju NCAA (1996, 1997)
- Mistrz turnieju konferencji Big East (1997)
- Lider konferencji w rzutach za trzy punkty (1997 – 40,7%)

Klubowe
- Mistrz:
  - Rosji (2005)
  - Turcji (2003, 2004)
- Zdobywca pucharu:
  - Rosji (2005)
  - Turcji (2006, 2007)
- Final Four Euroligi (2005)

Indywidualne
- MVP:
  - II ligi włoskiej (2001)
  - 18 kolejki rozgrywek Euroligi (2006)
- Uczestnik meczu gwiazd:
  - II ligi włoskiej (2001)
  - ligi hiszpańskiej (2002)
- Lider:
  - w skuteczności rzutów za trzy punkty:
    - ligi tureckiej (2004 – 55,0%)
    - Euroligi (2005 – 48,3%)

  - strzelców II ligi włoskiej (2001 – 25,6)
- Finalista konkursu wsadów hiszpańskiej ligi ACB (2002)